# SanDisk Sansa
Sansa (Санса) — торговельна марка серії портативних програвачів з флеш-пам'яттю компанії SanDisk.
Санса — другий у світі за популярністю бренд портативних аудіоплеєрів після iPod .
Назву Sansa утворено від скорочення слів SanDisk Super Audio.

## Можливості
Серія MP3-плеєрів Sansa використовує флеш-пам'ять для збереження інформації. частина плеєрів мають вбудований радіоприймач, усі — мікрофон і цифровий MP3 диктофон. Більшість має вбудований слот microSD.
Портативні мультимедійні програвачі мають невеличкий прямокутний, 30-контактний роз'єм для підключення до комп'ютеру (за допомогою кабелю sansa—USB), заряджання акумулятора .

## Сучасні моделі
Sansa Slotplayer
Група портативних програвачів, призначення яких — програвання slotRadio™ — microSD, яка зберігає близько 1000 композицій у захищеному форматі . Плеєри здатні програвати звичайні microSD з файлами mp3 і WAV.
Sansa Fuze
Портативний мультимедійний програвач, прем'єра якого відбулася 8 березня 2008 року. Відтворює відео, музику (навіть популярний сьогодні формат стиснення без втрат FLAC), фотографії та аудіокниги. Присутній радіоприймач. Вбудований мікрофон може записувати аудіо файли у форматі WAV.
Sansa View
Портативний мультимедійний програвач. Відтворює відео, музику, фотографії і аудіокниги, вбудований радіоприймач й диктофон.
На зовнішній вигляд Sansa View нагадує моделі серії Sansa e200, але відрізняється 2,4-дюймовим QVGA екраном (320 × 240 пікселів)і здатний відтворювати формати H.264, MPEG-4, і незашифрований WMV.
Sansa Clip
Мініатюрний MP3-плеєр. Оснащений вбудованим радіо-приймачем. OLED екран (одна стрічка жовта, три сині). Для синхронізації з ПК використовується роз'єм miniUSB.